# Wyścig Francji WTCC
Wyścig Francji WTCC – runda World Touring Car Championship rozgrywana w latach 2005–2009 na torach Circuit de Nevers Magny-Cours w Burgundii i Circuit de Pau-Ville w Akwitanii. W sezonach 2005 i 2006 odbyła się na Magny-Cours, natomiast w 2007 przeniesiono ją do Pau, gdzie do 2009 włącznie była głównym wydarzeniem Grand Prix Pau. Od sezonu 2010 runda zniknęła z kalendarza WTCC, aby powrócić w 2014. Nowym obiektem rywalizacji stał się tor Circuit Paul Ricard.

## Zwycięzcy

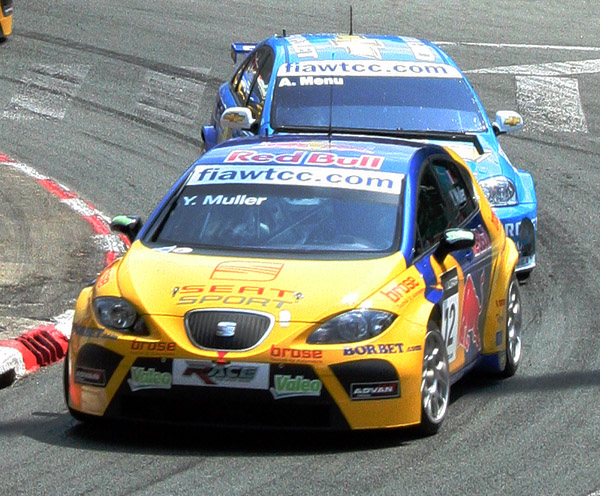
Yvan Muller przed Alainem Menu podczas wyścigu w 2007

| Sezon | Kierowca                   | Samochód          | Zespół               | Lokalizacja | Wyniki |
| ----- | -------------------------- | ----------------- | -------------------- | ----------- | ------ |
| 2005  | Wyścig 1: Jörg Müller      | BMW 320i          | BMW Team Deutschland | Magny-Cours | Wyniki |
| 2005  | Wyścig 2: Jörg Müller      | BMW 320i          | BMW Team Deutschland | Magny-Cours | Wyniki |
| 2006  | Wyścig 1: Dirk Müller      | BMW 320si         | BMW Team Deutschland | Magny-Cours | Wyniki |
| 2006  | Wyścig 2: Andy Priaulx     | BMW 320si         | BMW Team UK          | Magny-Cours | Wyniki |
| 2007  | Wyścig 1: Alain Menu       | Chevrolet Lacetti | Chevrolet            | Pau         | Wyniki |
| 2007  | Wyścig 2: Augusto Farfus   | BMW 320si         | BMW Team Germany     | Pau         | Wyniki |
| 2008  | Wyścig 1: Augusto Farfus   | BMW 320si         | BMW Team Germany     | Pau         | Wyniki |
| 2008  | Wyścig 2: Andy Priaulx     | BMW 320si         | BMW Team UK          | Pau         | Wyniki |
| 2009  | Wyścig 1: Robert Huff      | Chevrolet Cruze   | Chevrolet            | Pau         | Wyniki |
| 2009  | Wyścig 2: Alain Menu       | Chevrolet Cruze   | Chevrolet            | Pau         | Wyniki |
| 2014  | Wyścig 1: Yvan Muller      | Citroën C-Elysée  | Citroën Total WTCC   | Paul Ricard | Wyniki |
| 2014  | Wyścig 2: José María López | Citroën C-Elysée  | Citroën Total WTCC   | Paul Ricard | Wyniki |
| 2015  | Wyścig 1: Sébastien Loeb   | Citroën C-Elysée  | Citroën Total WTCC   | Paul Ricard | Wyniki |
| 2015  | Wyścig 2: José María López | Citroën C-Elysée  | Citroën Total WTCC   | Paul Ricard | Wyniki |